# Pellionia
Pellionia ist eine Pflanzengattung  aus der Familie der Brennnesselgewächse (Urticaceae), deren Arten in den Tropen und Subtropen verbreitet sind. Der Gattungsname ehrt den französischen Admiral Alphonse Pellion (Marie Joseph Alphonse Pellion), genannt Odet-Pellion (1796–1868).

## Beschreibung
Die Pellionia-Arten sind mehrjährige krautige Pflanzen oder viele Arten verholzen am Grunde, es sind also Halbsträucher. Die nicht verholzten Triebe sind häufig etwas fleischig und brechen leicht ab. Abgebrochene Zweige können aber leicht wieder Wurzeln treiben. Die Pflanzen haben keine Brennhaare.
Die Laubblätter stehen wechselständig. Von der ursprünglichen, gegenständigen, distichen (zweizeiligen) Beblätterung ist jeweils ein Blatt reduziert und sehr klein oder ganz fehlend. Die Aderung der Blätter ist netzartig, wobei viele Arten außer der Mittelrippe an jeder Seite noch zwei etwas über dem Grunde des Blattes abzweigende, starke Nebenrippen haben. Die Blätter sind am Grunde asymmetrisch. Der Blattrand kann ganzrandig oder gezähnt sein. Die normalen Laubblätter haben je zwei Nebenblätter.
Es gibt in der Gattung und sogar innerhalb einzelner Arten sowohl einhäusige wie zweihäusige Pflanzen, wobei die Blüten auch im ersten Fall eingeschlechtig sind.
Die Blüten stehen in blattachselständigen zymösen Blütenständen. Das Perianth ist vier- oder fünfzipflig. Bei den männlichen Blüten ist es ungefähr zur Hälfte verwachsen. Die Perianthzipfel der weiblichen Blüten sind oft ungleich lang.

## Verbreitung und Standortansprüche
Die Gattung ist in den Tropen und Subtropen Asiens und auf den pazifischen Inseln verbreitet.
Die meisten Arten wachsen am Boden von Wäldern in Tälern, in Schluchten oder an anderen dunklen und feuchten Standorten.

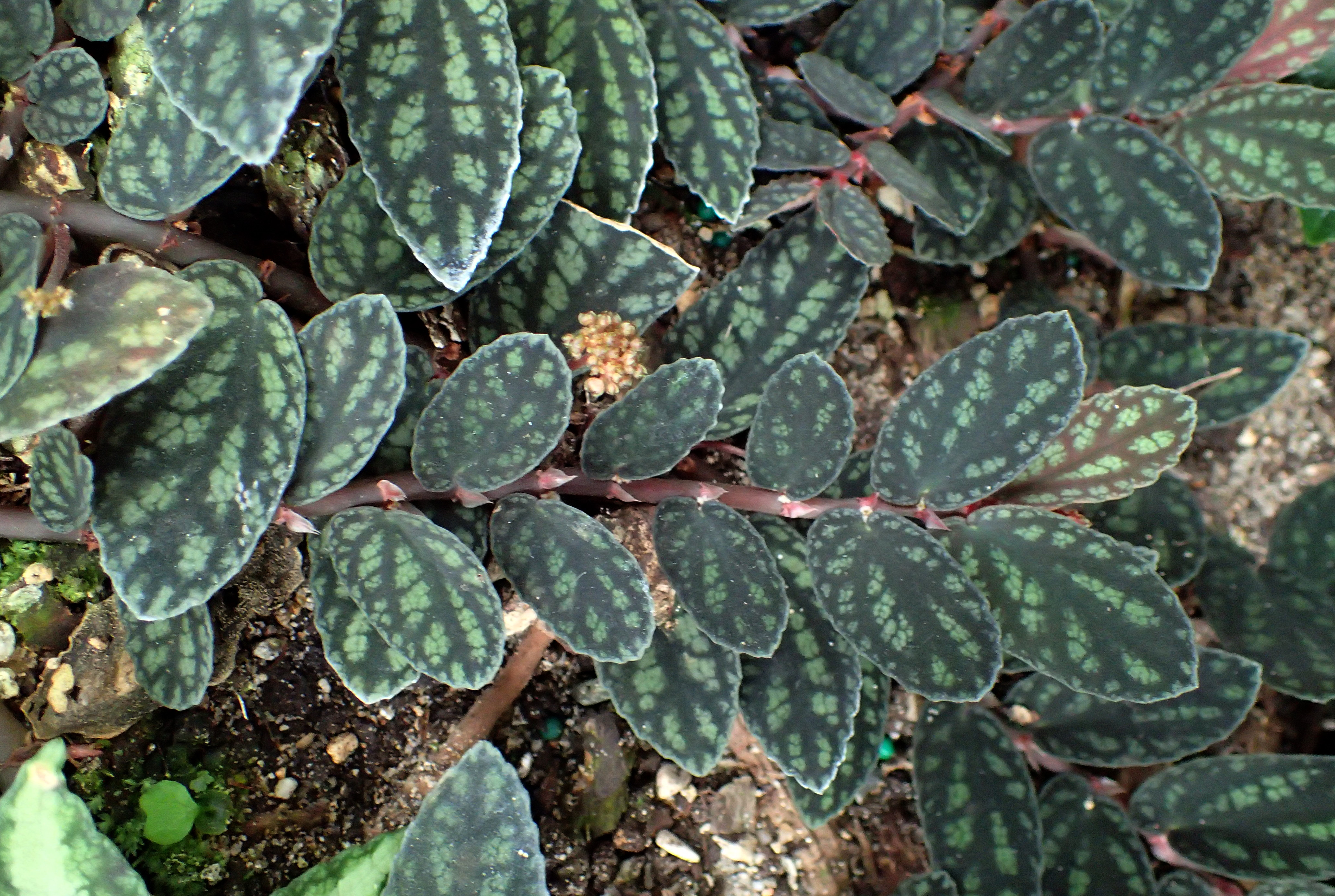
Pellionia pulchra

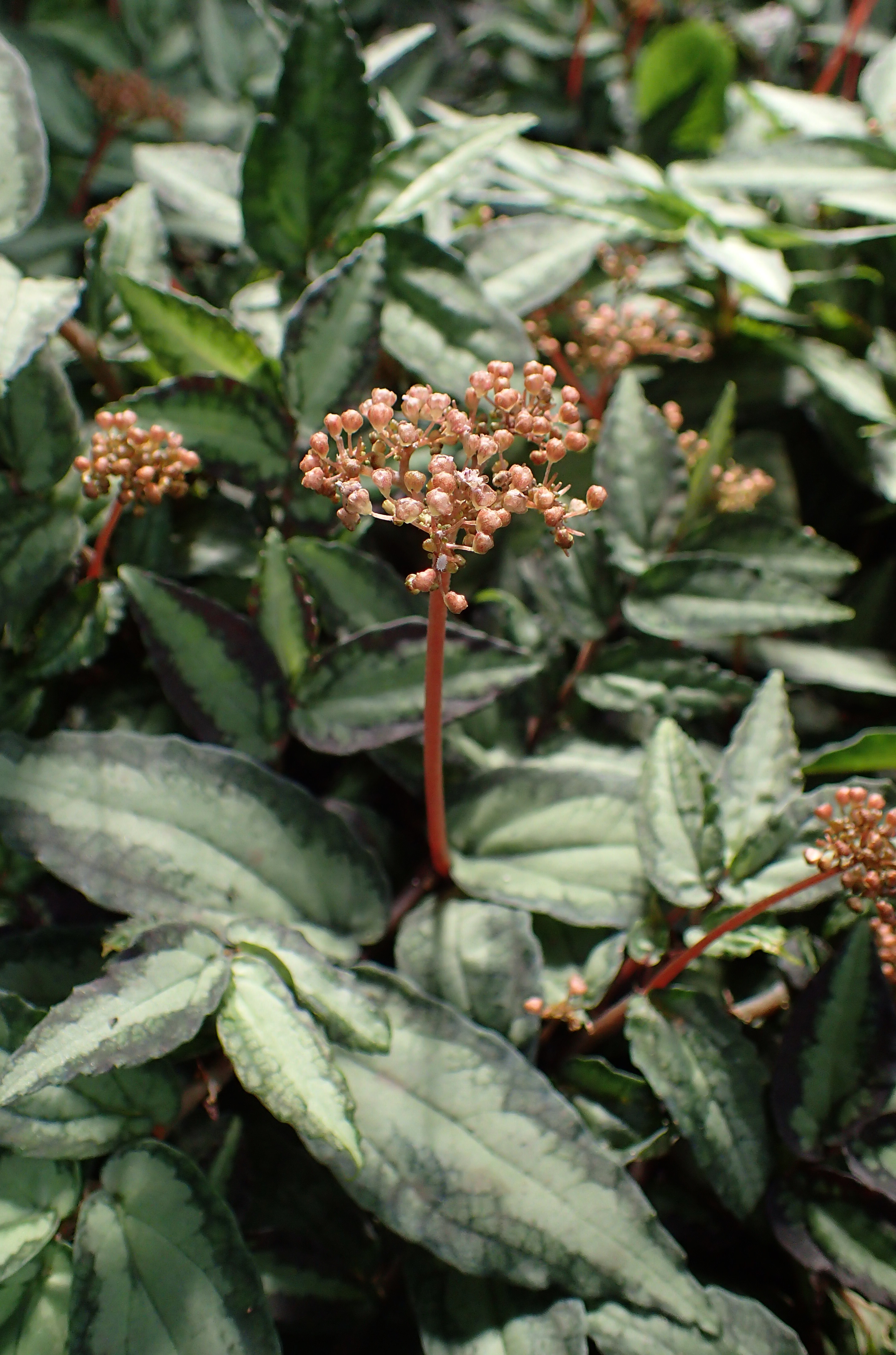
Pellionia repens

## Systematik
Die Gattung besteht aus zirka 60 bis 70 Arten. Sie wird manchmal auch in die Gattung Procris Comm. ex Juss. eingegliedert. Hier eine Artenauswahl:
- Pellionia acutidentata W.T. Wang: Sie kommt im nördlichen Vietnam und im südöstlichen Yunnan vor.[2]
- Pellionia brachyceras W.T. Wang: Sie kommt in Guangxi vor.[2]
- Pellionia brevifolia Benth. (Syn.: Pellionia minima Makino): Sie kommt in China und in Japan vor.[3]
- Pellionia caulialata S.Y. Liou: Sie kommt in Guangxi vor.[2]
- Pellionia grijsii Hance: Sie kommt in China vor.[2]
- Pellionia heteroloba Wedd.: Sie kommt in Bhutan, Indien, Laos, Myanmar, Sikkim, im nördlichen Vietnam und in China vor.[2]
- Pellionia heyneana Wedd.: Sie kommt in Indien, Indonesien, Sri Lanka, Thailand, Kambodscha und in China vor.[2]
- Pellionia incisoserrata (H. Schroet.) W.T. Wang: Sie kommt im nördlichen Guangdong und im nordöstlichen Guangxi vor.[2]
- Pellionia latifolia (Blume) Boerl.: Sie kommt in Indonesien, Laos, Kambodscha, Malaysia, Myanmar, Thailand, Vietnam und in China vor.[2]
- Pellionia leiocarpa W.T. Wang: Sie kommt in Guangxi vor.[2]
- Pellionia longipedunculata W.T. Wang: Sie kommt im nördlichen Vietnam und im südlichen Guangxi vor.[2]
- Pellionia macrophylla W.T. Wang: Sie kommt im westlichen Guangxi und im südlichen Yunnan in Höhenlagen zwischen 1700 Metern und 2000 Metern vor.[2]
- Pellionia paucidentata (H. Schroet.) S.S. Chien: Sie kommt im nördlichen Vietnam und in China vor.[2]
- Pellionia pulchra N.E. Br.: Sie kommt ursprünglich von Yunnan bis Malesien vor. Sie wird auch als Procris repens (Lour.) B.J.Conn & Hadiah in die Gattung Procris gestellt.[4]
- Pellionia radicans (Siebold & Zucc.) Wedd.: Sie kommt im nördlichen Vietnam, in Japan, Korea und in China vor.[2]
- Pellionia repens (Lour.) Merr.  (Syn.: Pellionia daveauana (Carrière) N.E. Br.); Heimat: Indien, Bhutan, Indonesien, Myanmar, Malaiische Halbinsel, Thailand, Kambodscha, Laos, Vietnam, Hainan und Yunnan.[3]
- Pellionia retrohispida W.T. Wang: Sie kommt in China vor.[2]
- Pellionia scabra Benth.: Heimat: Japan, Vietnam und China.[2]
- Pellionia veronicoides Gagnep.: Sie kommt im nördlichen Vietnam und im südöstlichen Yunnan vor.[2]
- Pellionia viridis C.H. Wright: Sie kommt in zwei Varietäten in China vor.[2]
- Pellionia yunnanensis (H. Schroet.) W.T. Wang: Sie kommt im südöstlichen Yunnan vor.[2]